# Szarajówka
Szarajówka – wieś w Polsce położona w województwie lubelskim, w powiecie biłgorajskim, w gminie Łukowa.
W latach 1975–1998 miejscowość administracyjnie należała do województwa zamojskiego. 
Wieś jest sołectwem w gminie Łukowa. Według Narodowego Spisu Powszechnego z roku 2011 wieś liczyła 26 mieszkańców i była najmniejszą co do liczby ludności miejscowością gminy.
Do 2010 r. istniała część wsi Chmielek: Szarajówka i kolonia: Szarajówka-Kolonia (nazwy zniesione).
Wierni Kościoła rzymskokatolickiego należą do parafii Narodzenia Najświętszej Maryi Panny w Chmielku.

## Historia
18 maja 1943 roku Szarajówka została spacyfikowana przez niemiecką żandarmerię wspieraną przez członków ukraińskiej policji pomocniczej z Biłgoraja i Tarnogrodu. Początkowo wszystkich mieszkańców spędzono na główny plac wiejski, gdzie mężczyzn poddano brutalnym przesłuchaniom, usiłując zdobyć informacje na temat działalności partyzantów. Po kilku godzinach całą ludność wpędzono do kilku zabudowań, które następnie podpalono. Ogień podłożono także w pozostałych gospodarstwach. Spłonęło żywcem 58 osób, w tym wiele kobiet i dzieci (według innych źródeł liczba ofiar sięgnęła 67).